# サイレン戦士
『サイレン戦士』（サイレンせんし）は、ひおあきらによる日本の漫画作品。単行本全2巻。

## ストーリー
大彗星との衝突を4年後に控え、滅亡に瀕したサイレンの水棲人類は必死の努力で12隻の要塞型宇宙探査艦を宇宙各地へと放つ。だが途中、7隻は行方不明になり、残された艦も移住可能な海洋惑星を発見できず、このままサイレン人は滅びる運命にあるかと思われた。そんな時、第12番艦「マムート」は前方に移住可能惑星を発見する。それは太陽系第3惑星「地球」であった。滅亡までのタイムリミットは1年。もはや新たな移住先を探す猶予もない。マムートのゼラン司令官は惑星改造を伴う侵略を決意した。
突然の侵略に地球人類は夥しい被害を受けつつも反撃を開始。そんな中、設立された海底戦隊の一員ヒュウは混乱した街中でミランジュなる女性を助ける。だがミランジュは地球を視察に来たサイレンの戦士だった。戦場で相まみえた二人は互いに心引かれ、愛し合いながらも互いの星の未来を賭けた戦いに身を投じて行く。

## 作品解説
ひおあきらのオリジナルSF漫画。同じ作者が先に発表した『サイレン戦記』とタイトルは似ているが、海洋惑星の名やマムートの艦名が共通なのを除けば、設定上の関連性はない。
また『サイレン戦記』での侵略者は地球側であったが、本作では攻守入れ替わってサイレン側が要塞宇宙船で地球へ飛来する設定になっている。そして『サイレン戦記』が未完の作品であったのに対して、本作は続編の可能性を匂わせながらも完結している。

## 登場人物

### 地球
劇中の年代は西暦2000年。この地球はソ連も存在する一種のパラレルワールドである。
ヒュウ
主人公。本名、海神飛勇（わだつみ ひゆう）。戦争を嫌い、平和な海を愛する青年であったがサイレンの侵略で軍人の父親を失い、長きに渡って準備してきた海洋冒険の為のヨットを失って、生活も夢も見失ったところをその優れた資質に目を付けていた叔父の要請を受けて海底戦隊に入り、戦闘メカのパイロットとなる。
サイレン人とは知らず、ミランジュを偶然助けた事から恋仲になるが、人類がこうむった悲惨すぎる被害を前に、彼女の愛に応えられない自分の立場と、自らの立場を省みず、ひたむきに自分への愛に殉じようとするミランジュの健気さに苦しみぬく。
後に最後の戦いで追い詰められた自分をかばい、父・ゼランと共に粉々になるミランジュの最後を目の当たりとする羽目になり、そのまま虚脱状態に陥る中、崩壊する「マムート」と運命を共にする。
海神 竜（わだつみ りゅう）
海洋科学研究所の所長。ヒュウの叔父。国防組織の重要人物でもあったらしく作業用との名目で戦闘にも転用可能な機動工作メカを開発していた。冷徹な男でもあるが、甥のヒュウに情を覚えていた様子がうかがえる。ハコという気の強い娘がいる。
カジキ、テッカ、タケシ、シロー
ヒュウの同僚。海底戦隊の戦闘メカパイロット達。

### サイレン
サイレン人は雌雄同体の卵生哺乳水棲人類。互いに好意を持った相手同士がテレパシーによる心的交流で相互の愛情を確認すると、互いの性格と思惑に応じて雌雄に分化する。子作りの為の産卵と繁殖には海が欠かせないので海洋惑星以外には移住出来ない。
ガルゲート皇帝
名門ルゥ家の当主。温和で戦いを忌み嫌う平和的な人物だったが、海法師一族の思惑から父帝死後の後継者戦争に無理やり参加させられる形で勝者となり、サイレン帝国最後の皇帝となる。ミランジュの母。
ゼラン司令
考案した新兵器・バトルムーパーによる精鋭部隊を編成していた新進気鋭の軍人として注目されていたサイレン軍の逸材。帝位をめぐる後継者戦争で政敵・スパローの主力部隊を打ち破り、恋人のガルゲートを帝位に押し上げた名将。都市要塞探査艦「マムート」の司令官として様々な星系を探査後、ようやく見つけた海洋惑星・地球へ進路を向けるが、すでにそこには多数の”人類”がいることも知ると、苦悩の末、サイレン人生き残りの為に地球侵略を決意する。ミランジュの父。
ミランジュ
ヒロイン。第一級戦士にして皇子。ガルゲートとゼランの子。偵察のために地上へ潜入したとき、一方的に狩られる立場となった地球の人々の苦悩と混乱を目の当たりにして深い同情の念に苦しむことになる。その時に出会ったヒュウに惹かれ、愛し合い、体が女性へと変化する。
ゴラス
マムートの副司令。ゼランの親友らしく、その性格の甘さを心配し、助言することが多い。息子トーランが戦死した後の戦いで大敗を喫した時、激情のあまり下した指令で地球人に対して容赦ない中性子弾攻撃を加え、地球人類の総人口3分の2を死に至らしめてしまう。
ウ・リューア海尉
戦士。ミランジュの親友。後にミランジュの生んだ（地球人とサイレン人の）混血児の卵を守り、崩壊直前のマムートを脱出する。
地球の環境に適応する混血児の”親”として、物語の真の終幕に影響を与えるであろう人物。
ウ・フィアン海佐
空母艦隊の司令。手堅い用兵を行う。
レ・ビスケー海将
知将。日本基地攻略のために冷凍睡眠を解凍されたが、ヒュウと一騎討ちの末に戦死。
ジール海法官
マムート乗り組みの海法師。サイコパワーは強力。地球人の粘り強い抵抗でマムートが疲弊し始める中、ミランジュの裏切りを知り、苦悩する。
トーラン海曹
ゴラスの息子。初陣でヒュウに討たれる。
アウラン司令
探査艦7番艦「シュワルベ」の司令。最後の通信でゼラン率いるマムート部隊の最後を看取ることになる。
老師
海法師達の長。冷静沈着な策士でもあり、ガルゲートの即位を予知し、その結果を早めるべく後継者戦争の勃発を仕組んで、サイレンの政局安定に寄与する。
地球との戦いではサイレン本国で各探査艦と連絡を取りながら転送機を司る。ジールから「マムート」の陥った窮状を知らされ、危険を犯すことを承知しつつも本国の兵力を転送する。
クゥ・ミーム
技師将。海法師のサイコパワーを利用した時空制御システムの研究者で、超光速宇宙船と物質転送機を開発した技術者。
スパロー
ガルゲートと帝位を争ったガァ家の当主。感情的で視野の狭い小人であり、後継者戦争に敗れたにもかかわらず政治的な敗北を認めずに見苦しくあがくが、その言動を見咎めた老師に体の自由を奪われ自殺させられる。

## 登場メカニック
探査艦
正式には、移住惑星探査要塞都市型宇宙艦。潜水機能も備えたサイレンの超大型宇宙船。それぞれ海法師が乗り組み、そのサイコパワーで超空間航行を行う。乗員は冷凍睡眠中の者も含めると約三万。
海法師の不足で12隻しか送り出せなかったが、第12番艦マムート。第7番艦シュワルベを含む5隻以外、定時連絡を絶ってしまっており、海洋惑星・地球を発見した時点でサイレン側の選択肢（地球人との共存策）を放棄させる背景となった。
バトルムーパー
サイレンの主力兵器。水陸両用のパワードスーツでいくつかのタイプがある。隠密性、機動性に優れた新兵器としてサイレンの帝位後継戦争の趨勢を左右した。水中行動能力に優れた機動兵器として更なる改良が施され、性能的には地球の戦闘メカより一日の長があり、数に勝る地球側を苦しめる。
地球側艦隊
侵略当初、地球側が用いた既存の海上戦力。バトルムーパー他、サイレン側の兵器に歯が立たず、一方的に撃沈されていった。空母ヴィンソンやミンスクなど、執筆当時現役だった実在の艦も多い。これらの喪失はその兵器に搭乗していた多くのベテラン軍人を失わせることになったが、逆に既存の兵器システムによらない新機軸の兵器、戦闘メカによる戦術体系を広めるきっかけともなった。
戦闘メカ
海底戦隊に配備された地球側の海中戦闘用パワードスーツ。元々は平和利用を名目に海洋科学研究所で開発されていた深海耐圧服を武装したもの。
輸送機
戦闘メカを空中投下する地球側の大型輸送機。海面に離着水可能な飛行艇で、着水後、後部の投下用ドアから戦闘メカの回収も行える。
物質転送機
海法師のサイコパワーをリンケージして物質を転送させる装置。各探査艦に装備されてこれによりサイレンからの恒星間移住を果たす。しかし、まだ不完全で転送成功率は4割程度。
無人兵器
マムートの兵員不足を補うべく、大量に動員された無人爆撃機や無人偵察機。まずはこれらを発進させて後、抵抗箇所を調べて有人部隊を送り込むのがサイレン軍の戦術パターンになっている。
海底空母
サイレン側の潜水空母。バトルムーパーの母艦であると共に、大量の無人兵器や戦闘爆撃機を搭載している。
戦闘爆撃機
サイレンの艦上爆撃機。翼下へ対地ミサイルを満載し、防御用の旋回機銃を背面に持つ。航空戦力に限れば、技術的に地球はサイレンと互角以上の戦いが可能である。
戦闘艇
機動性の高い小型高速潜水艇。戦闘メカやバトルムーパーの補助戦力として地球、サイレン共に装備している水中戦闘機。
熱拡散炉
サイレン人の生存に適する40℃へ海水温を上昇させ、同時に沿岸部を水没させるべく海中へ設置された放熱装置。固定型、浮遊型など多種がある。中性子爆弾を除けば、地球の環境や地球人の経済活動に深刻な打撃を与えた戦略兵器として機能した。
対熱L型魚雷
熱拡散炉攻撃用に使用された無音航行の大型魚雷。しかし、非武装の固定型には効果があったが、対抗策としてサイレンが新たに開発した浮遊型武装熱拡散炉には無力。

## 単行本
- ひおあきら 『サイレン戦士』 朝日ソノラマ 〈サンコミックス〉全2巻。
  1. S57年3月31日初版発行 ISBN 4-257-91686-9[5]
  2. S57年5月31日初版発行 ISBN 4-257-91688-5